# アーリントン男爵

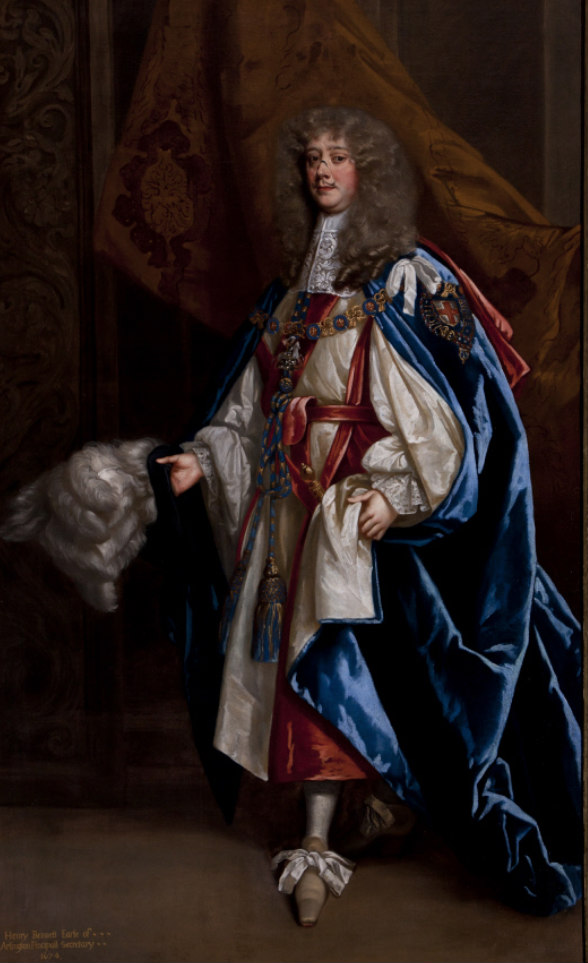
初代伯ヘンリー・ベネット

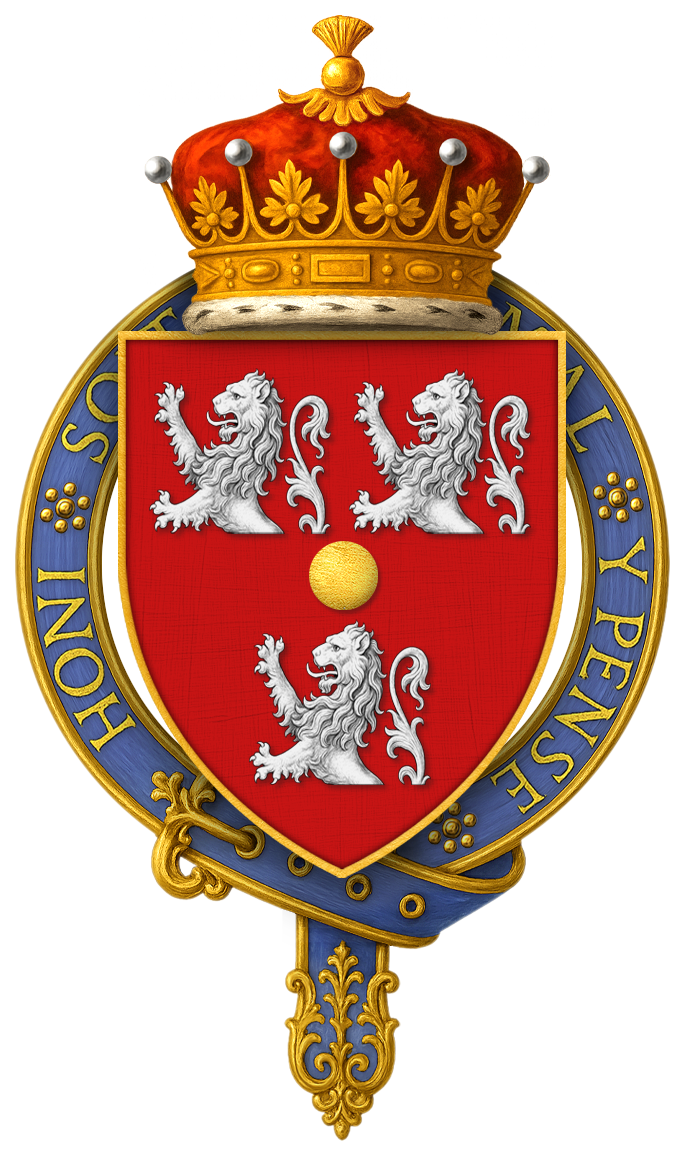
初代伯の出身ベネット家の紋章。男爵位の紋章の一部を占める。

アーリントン男爵 (英: Baron Arlington) はイギリスの男爵、貴族。イングランド貴族爵位。
チャールズ2世の側近の一人ヘンリー・ベネットが1664年に叙されたことに始まり、グラフトン公爵家へと女系継承がなされたのち1936年に停止したが、1999年に停止解除が認められて以降はフォーウッド家が保持する。

## 歴史
政治家ヘンリー・ベネット (1618-1685) は清教徒革命時に王党派であったため、クロムウェル台頭期は大陸に亡命を余儀なくされた。
しかし王政復古が実現して帰国を果たすと、1664年頃にイングランド貴族としてミドルセックス州アーリントンのアーリントン男爵 (Baron Arlington, of Arlington in the County of Middlesex) に叙されたほか、チャールズ2世の側近グループ(CABAL)の一員として活躍し、国王を補佐した。
なお、この爵位は彼の両系男子に相続を認める特別継承権を帯びていた。
ベネットはドーヴァーの密約調印後の1672年4月22日にはアーリントン伯爵 (Earl of Arlington) に位階を進めるとともに、あわせてノーフォーク州セットフォードのセットフォード子爵 (Viscount Thetford, of Thetford in the County of Norfolk) に叙せられた。この両爵位には両系男子に加えて、彼の兄初代オソルストン男爵の男子にも相続を認める規定がなされていたほか、アーリントン男爵位も同様の承継条件をとるべく、男爵位の再授与がなされている。

### グラフトン公爵家への流出
初代伯には男子がなかったため、先述の特別継承権に基づいてその娘イザベラが爵位を相続した。
彼女はグラフトン公爵家へと嫁いだことから爵位は同家に流出、以降8代・213年にわたってグラフトン公爵の従属爵位として歴史を歩んだ。
しかし、10代男爵(兼9代公)ジョン (1914-1936) がレーシング事故にて劇的な最期を遂げると、爵位は彼の2人の妹マーガレットとメアリーとの間で優劣がつかず停止となった。
他方、グラフトン公爵位は従兄弟のチャールズ (1892-1970) がその後を襲って現在に至っている。また、姉妹がその生涯で爵位の請願を行うことはなかった。
爵位の共同推定相続人マーガレットの長女ジェニファー・フォーウッドは自身が1/4の爵位相続分を持つことから、貴族院に対して爵位回復の請願を行った。その結果、1999年4月28日にアーリントン男爵のみ彼女に帰属する旨の決定がなされて、63年ぶりに停止解除となった。
その11代女男爵ジェニファー (1939-) が現在のアーリントン男爵位を帯びている。

## 伯・子爵位の共同相続人
アーリントン伯爵位及びセットフォード子爵位は次に掲げる者に対して、以下の持分によって停止している。
| 共同推定相続人                                          | 生年月日 | 爵位相続分 |
| ------------------------------------------------------- | -------- | ---------- |
| 第11代アーリントン女男爵ジェニファー・フォーウッド      | 1939年 - | 1/4        |
| 第7代準男爵サー・フレデリック・セバスチャン・チャムリー | 1968年 - | 1/4        |
| リンダ・ジェーン・オリオル・ウィリアムズ                | 1947年 - | 1/2        |

## アーリントン男爵(1664年)

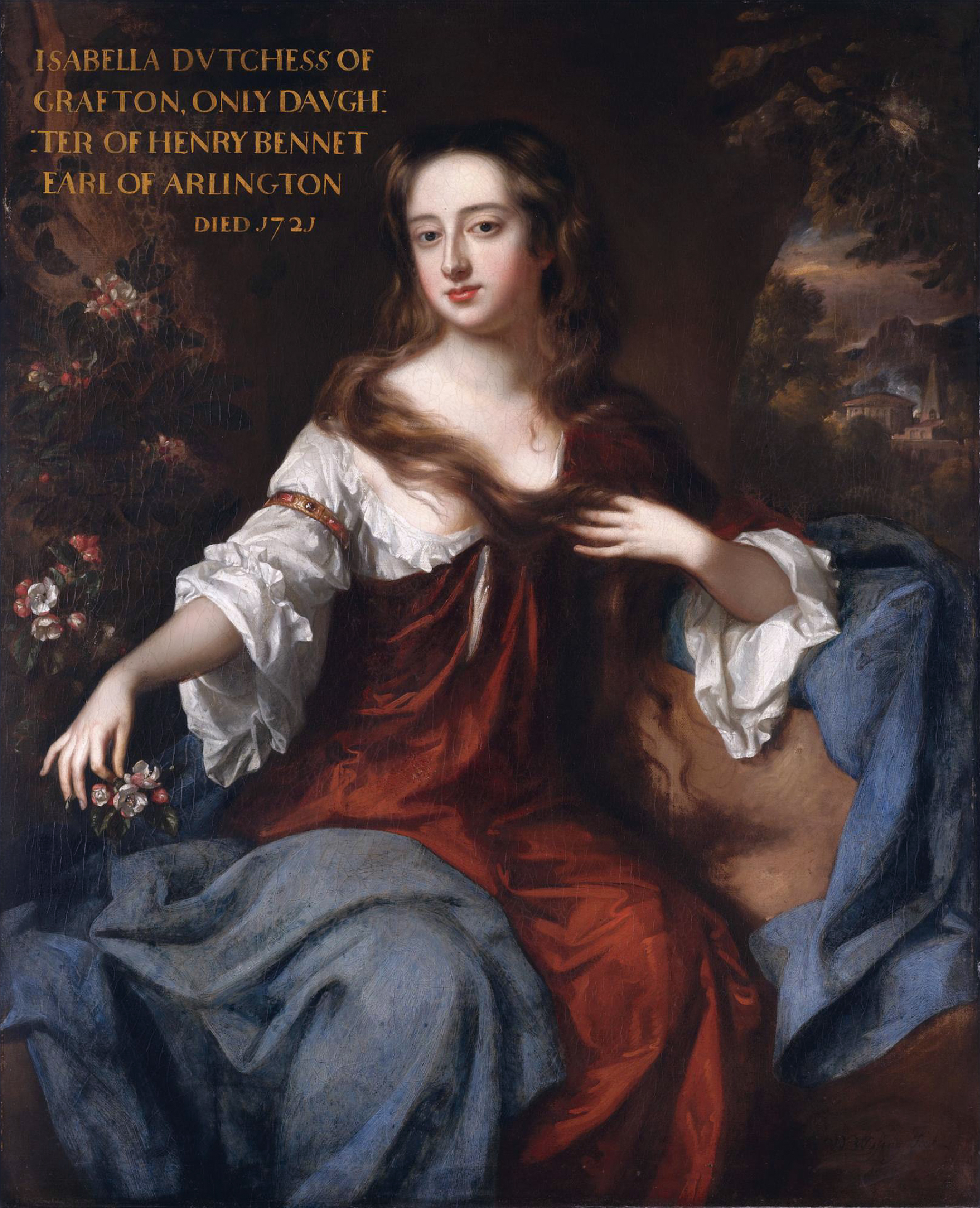
2代女男爵イザベラ。グラフトン公爵家に嫁いだ。

- 初代アーリントン男爵(初代アーリントン伯爵)ヘンリー・ベネット (1618–1685)
- 第2代アーリントン女男爵(第2代アーリントン女伯爵)イザベラ・フィッツロイ  (c. 1668–1723)
- 第3代アーリントン男爵(第2代グラフトン公爵)チャールズ・フィッツロイ (1683–1757)
- 第4代アーリントン男爵(第3代グラフトン公爵)オーガスタス・ヘンリー・フィッツロイ (1735–1811)
- 第5代アーリントン男爵(第4代グラフトン公爵)ジョージ・ヘンリー・フィッツロイ（英語版） (1760–1844)
- 第6代アーリントン男爵(第5代グラフトン公爵)ヘンリー・フィッツロイ（英語版） (1790–1863)
- 第7代アーリントン男爵(第6代グラフトン公爵)ウィリアム・ヘンリー・フィッツロイ (1819–1882)
- 第8代アーリントン男爵(第7代グラフトン公爵)オーガスタス・チャールズ・レノックス・フィッツロイ (1821–1918)
- 第9代アーリントン男爵(第8代グラフトン公爵)アルフレッド・ウィリアム・メイトランド・フィッツロイ (1850–1930)
- 第10代アーリントン男爵(第9代グラフトン公爵)ジョン・チャールズ・ウィリアム・フィッツロイ (1914–1936) (1936年爵位停止)
- 第11代アーリントン女男爵ジェニファー・フォーウッド (1999年アーリントン男爵のみ回復)

爵位の法定推定相続人は、現当主の長男パトリック・ジョン・ダドリー・フォーウッド閣下(1967 - )。